# Феньи (лунный кратер)
Кратер Феньи (лат. Fényi) — крупный ударный кратер в южном полушарии обратной стороны Луны. Название присвоено в честь венгерского астронома Юлиуса Феньи (1845—1927) и утверждено Международным астрономическим союзом в 1970 г. 

## Описание кратера

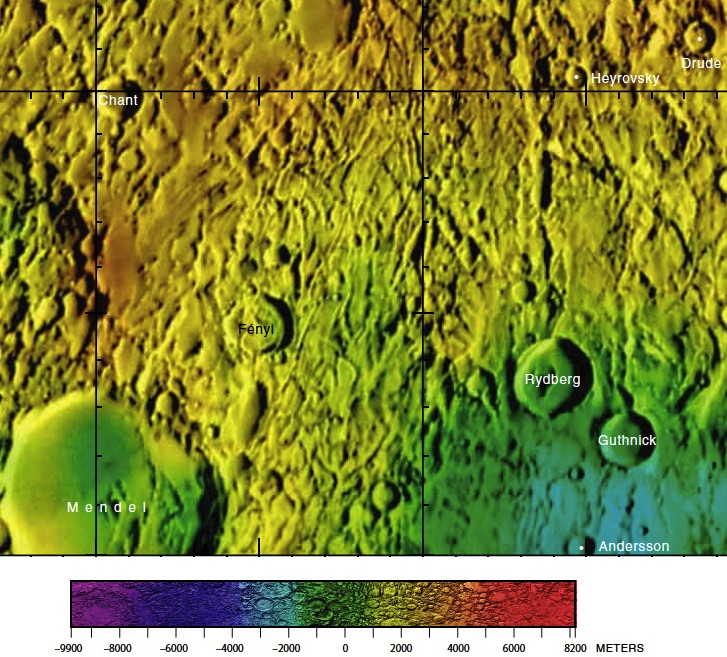
Окрестности кратера Феньи. Фрагмент карты обратной стороны Луны.

Ближайшими соседями кратера являются кратер Чант на севере-северо-западе, кратер Ридберг на востоке и кратер Мендель на юго-западе. Селенографические координаты центра кратера 44°56′ ю. ш. 105°04′ з. д. / 44,94° ю. ш. 105,06° з. д., диаметр 43,4 км, глубина 2,2 км. 
Кратер Феньи находится на южной границе области пород выброшенных при образовании Моря Восточного и находится внутри области диаметром 630 км, имеющей неофициальное наименование бассейн Мендель-Ридберг.  Кратер имеет близкую к циркулярной форму с двумя небольшими выступами в западной части, вал сглажен. Вал и чаша кратера частично перекрыты породами, выброшенными при образовании Моря Восточного и рассечены несколькими бороздами, ориентированными с севера на юг, так же, как и окружающая местность. В северо-восточной части внутреннего склона вала расположен приметный маленький чашеобразный кратер. Северная часть чаши сильно пересеченная, застывший расплав пород покрыт разветвленной сетью борозд. В южной части чаши расположена ровная область с низким альбедо, вероятно выровненная темной базальтовой лавой.

## Сателлитные кратеры

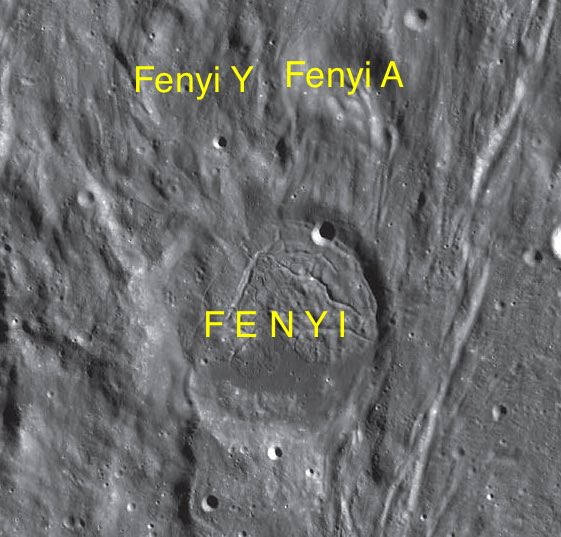
Фрагмент карты LAC-123.

| Феньи | Координаты                                              | Диаметр, км |
| ----- | ------------------------------------------------------- | ----------- |
| A     | 43°35′ ю. ш. 104°28′ з. д. / 43,59° ю. ш. 104,47° з. д. | 15,9        |
| Y     | 43°35′ ю. ш. 105°29′ з. д. / 43,58° ю. ш. 105,48° з. д. | 18,7        |